# Capul Romania
Capul, mina de bauxită și bancurile de corali Romania figurează în atlasele și cărțile de geografie din sec. XIX. Capul Romania este Magnum Promontorium al geografului Ptolemeu, extremitatea cea mai sudică a Asiei continentale, în Malaysia, în sud-estul peninsulei Malacca, între capurile Tehimpang și Punggai, azi numite Teluk Ramunia.
Conform legendei locale, un căpitan grec pe nume George Carafidis ar fi descoperit și exploatat zona prin 1850, cu permisiunea sultanului malaiez din Johor. Carafidis a numit-o astfel în amintirea Imperiului bizantin (al cărui nume oficial era Ρωμανία / Romanía) ale cărui dromoane, bazate pe vremea egiptului bizantin în insula Dioscoride (azi Socotra sau Suqutra), ajunseseră până în această zonă în cadrul navigației pentru mirodenii, fildeș, mătase și pietre prețioase, întâlnind aici navele chineze.